# Luis Ferrer
Luis Marcos Jaime Ferrer est un ancien footballeur argentin au poste de défenseur central, ancien recruteur et actuel agent de joueurs, né le 2 avril 1975 à Laboulaye. Il a également été consultant pour l'émission « Late Football Club » diffusée sur la chaîne de télévision française Canal+,.

## Biographie

### Jeunesse et carrière de joueur
Luis Ferrer commence sa carrière de joueur dans le club de sa ville natale, le Sporting Club Laboulaye, en tant que défenseur central à l'âge de 15 ans.
Après avoir été repéré pour ses performances, il termine sa formation à Buenos Aires, dans le prestigieux club de River Plate, où il côtoie des joueurs tels que Marcelo Gallardo et Hernán Crespo.
Luis Ferrer signe son premier contrat professionnel avec le club argentin Sarmiento de Junin pour la saison 1995-1996, au cours de laquelle l'équipe remporte le championnat de Primera B Metropolitana et obtient la promotion en Primera Division.
En 1996, Luis Ferrer part en France pour poursuivre sa carrière professionnelle. Il dispute la saison 1996-1997 avec Grenoble Foot 38, puis laissé libre par le club.
Luis Ferrer signe un contrat avec le Paris FC en 1997 pour deux saisons, jusqu'en 1999.
Durant la saison 1999-2000, il est approché pour jouer en Angleterre mais ne peut pas signer en raison de son passeport argentin, les responsables britanniques pensant qu'il était Français.
Luis Ferrer est de retour au Paris FC pour les saisons 2000-2001 et 2001-2002.
Lors de ses deux passages au Paris FC, il dispute 43 matchs pour un total de 4 buts marqués. Il termine ensuite sa carrière professionnelle lors de la saison 2002-2003 au GFCO Ajaccio. Il a notamment rencontré Walter Guglielmone lors d'un match cette saison.

### Reconversion

#### OGC Nice (2003-2004)
Après sa carrière de joueur professionnel, Luis Ferrer s'oriente vers le recrutement où il officie dans plusieurs postes.
Durant la saison 2003-2004, il exerce le poste de recruteur à OGC Nice où il collabore avec Eric Roy, le président Maurice Cohen et le directeur sportif Roger Ricort.

#### AS Saint-Étienne (2004-2009)
Arrivé à l'AS Saint-Étienne en 2004 en tant que membre de la cellule de recrutement, Luis Ferrer devient rapidement l'adjoint d'Omar da Fonseca, où ils travaillent en tandem pour conclure les arrivées de Blaise Matuidi ou Dimitri Payet.

#### Paris Saint-Germain (2009-2020)
En 2009, Luis Ferrer rejoint le Paris Saint-Germain en tant que recruteur au sein de la cellule de recrutement dirigé par Alain Roche, où il participe activement aux arrivées de Nenê et Blaise Matuidi.
C'est avec l'arrivée de l'investisseur qatarien QSI que Luis Ferrer fait réellement ses preuves, en participant au recrutement de joueurs tels que Javier Pastore, Edinson Cavani, Ángel Di María, Giovani Lo Celso, Leandro Paredes ou encore Dani Alves.
Cependant, c'est surtout son rôle dans le transfert retentissant de Kylian Mbappé qui le propulse sur le devant de la scène médiatique. Luis Ferrer, révèle dans une interview à quel point le PSG avait dû travailler dur pour obtenir la signature de Mbappé face à la concurrence du Real Madrid. Ferrer raconte comment il faisait des allers-retours fréquents pour convaincre la famille Mbappé, et a finalement fait la différence en arrivant un matin avec des croissants à leur domicile,.
Il révèle également que le rêve de Kylian est de jouer pour le Real Madrid et raconte une anecdote à propos de la visite de la maison familiale du joueur avec Antero Henrique, où ils ont vu des photos du Real Madrid partout, même dans la salle de bain.
En 2020 et après plus de onze ans passés auprès de plusieurs directeurs sportifs, notamment Alain Roche, Leonardo, Olivier Létang, Patrick Kluivert et Antero Henrique, Luis Ferrer décide de quitter le Paris Saint-Germain,.
En 2022, Luis Ferrer joue un rôle déterminant aux côtés d'Antero Henrique dans la prolongation du contrat de Kylian Mbappé avec le Paris Saint-Germain.

### Carrière de dirigeant

#### Président-fondateur à LF360 (2020-)
En 2020, il fonde LF360,, une agence de management et conseil sportif à Paris.
Luis Ferrer travaille notamment avec des joueurs professionnels tels que Nicolas Pépé.